# Encore/Curtains Down
«Encore/Curtains Down» es una canción corpoducida de los cantantes estadounidenses 50 Cent, Eminem y Dr. Dre, lanzada en 2004 como sencillo de radio solo en los Estados Unidos (por lo que no existe un video musical oficial). Fue el tema que le dio el título al su cuarto álbum de estudio, Encore, que también fue lanzado ese año. Cuenta con la colaboración de los más grandes artistas de los sellos discográficos Shady y Aftermath, Fue nominado a la Mejor Interpretación de Rap en Dúo o Grupo en los Premios Grammy de 2006, pero perdió ante la canción de Black Eyed Peas "Don't Phunk with My Heart".
"Encore" cuenta con una línea alterna del próximo álbum de Dr. Dre, Detox. Eminem dice en la canción "Don't worry about that Detox album. It's coming. We're gonna make Dre do it." (No te preocupes por Detox. Ya viene. Lo haremos con Dre".
Al final de la canción, Eminem regresa a los escenarios, y empieza a dispararle a la multitud, y se dispara en la boca. Muchos críticos pensaban que podría haber significado el fin de la carrera musical de Eminem. Otros lo vieron deshaciéndose de su alter ego malvado "Slim Shady", y volver como un rapero renovado. Eminem ha declarado que no, ese momento sucederá en el futuro, pero que todavía está involucrado en la industria de la música. (En la versión editada se termina antes del segmento del comienzo del rodaje). Más tarde se confirmó que el tiroteo fue la intención de representar la muerte de Slim Shady. Eminem sin embargo regresó el 2009 con su álbum Relapse, después de que Eminem salió recuperado de un centro de rehabilitación de drogas.

## Lista de canciones
Sencillo en CD
| N.º | Título                                           | Escritor(es)                                                      | Productor(es)        | Duración |  |
| 1.  | «Encore / Curtains Down» (con Dr. Dre y 50 Cent) | M. Mathers, A. Young, M. Elizondo, M. Batson, C. Pope, C. Jackson | Dr. Dre, Mark Batson | 5:48     |  |

## Posición en las listas
| Listas (2004)                        | Mejor posición |
| ------------------------------------ | -------------- |
| U.S. Billboard Hot 100               | 25             |
| U.S. Billboard Hot R&B/Hip-Hop Songs | 48             |
| U.S. Billboard Hot Rap Tracks        | 20             |
| U.S. Billboard Pop 100               | 22             |

- Datos: Q2707833